# Castilleja de Guzmán (kommunhuvudort)
Castilleja de Guzmán är en kommunhuvudort i Spanien.   Den ligger i provinsen Provincia de Sevilla och regionen Andalusien, i den sydvästra delen av landet, 400 km sydväst om huvudstaden Madrid. Castilleja de Guzmán ligger 135 meter över havet och antalet invånare är 2 405.
Terrängen runt Castilleja de Guzmán är huvudsakligen platt. Castilleja de Guzmán ligger uppe på en höjd. Runt Castilleja de Guzmán är det mycket tätbefolkat, med 1 956 invånare per kvadratkilometer. Närmaste större samhälle är Sevilla, 7,8 km öster om Castilleja de Guzmán. Trakten runt Castilleja de Guzmán består till största delen av jordbruksmark.